# Bob Peeters
Bob Peeters (Lier, 10 gennaio 1974) è un allenatore di calcio ed ex calciatore belga, di ruolo attaccante, direttore sportivo del Waasland-Beveren.

## Palmarès

### Giocatore

#### Competizioni nazionali
- Campionato belga: 1

Lierse: 1996-1997
- Coppa dei Paesi Bassi: 1

Roda JC: 1999-2000